# Ceriscoides kerrii
Ceriscoides kerrii är en måreväxtart som beskrevs av Azmi. Ceriscoides kerrii ingår i släktet Ceriscoides och familjen måreväxter. Inga underarter finns listade i Catalogue of Life.